# Anerkendelse
 Der er for få eller ingen kildehenvisninger i denne artikel, hvilket er et problem. Du kan hjælpe ved at angive troværdige kilder til de påstande, som fremføres i artiklen.

Anerkendelse betyder i en vis forstand en værdsættelse af et selv eller flere selv. Anerkendelse adskiller sig fra erkendelse, der har mere at gøre med en konstatering, og i historisk kontekst også fra begrebet ære, der henviser til en værdsættelse i feudale og hierarkiske samfund.
Begrebet anerkendelse, som først blev behandlet af den tyske teolog og filosof Hegel, har mange betydninger i hverdagssprog, men har har de senere år fået en betydelig plads i samfundsvidenskaberne, særligt sociologien . Indenfor kritisk teori snakker man endda om en "anerkendelsesvending" .
I centrum for den akademiske interesse har særligt været Axel Honneths bidrag med en kritisk teori kaldet "kamp om anerkendelse". Axel Honneth betegner selv sin anerkendelsesteori som en moralsk grammatik. Honneth bygger anerkendelse på Hegels sfærebegreber, familie, det borgerlige samfund og stat. Begrebet anerkendelse anvendes hos Hegel til at kendetegne de sociale mønstre som er de nødvendige forudsætninger for en autonom identitetsdannelse. At fremme denne identitetsdannelse er centralt i det pædagogiske arbejde. Honneth hævder at det er centralt at man får erfaret at egne præstationer og færdigheder er værdifulde for samfundet. I både daginstitutionerne og skolen betragtes anerkendelse som en væsentlig faktor. Honneth ser det moderne civiliserede samfund som stedet hvor borgeren får et større spillerum end tidligere for autonomi og individualitet, det påhviler således i et moderne samfund både daginstitutionerne og skolerne at betragte anerkendelse som væsentlig i forhold til identitetsdannelse, selvrealisering og socialt samspil. [kilde mangler]
Begrebet anerkendelse bruges ofte af moralfilosoffer til at undersøge og belyse de bagvedliggende normer for forskellige politiske argumentationer og begivenheder. Eksempler på disse kan være oprindelige folks kamp over retten til at eje deres land (fx ift. Danmarks kolonimagt over Grønland), retten til at muslimske kvinder kan bære hijab, til retten til at gifte sig uanset seksualitet og kønsidentitet. Hegels begreb om anerkendelse, som reaktualiseret af Honneth bliver også kun mere relevant i takt med den øgede globalisering i verden og de globale konflikter eller begivenheder der muliggøres gennem dette.
I dansk kontekst har sociolog Rasmus Willig arbejdet meget med Honneths teori, bl.a. som en del af hans tyske forskningskolloquium, og ved at redigere oversættelserne af hans tekster til dansk.